# Wake up, Charlie
Wake up, Charlie er en dansk eksperimentalfilm fra 1996 instrueret af Birgit Johnsen og Hanne Nielsen.

## Handling
De to kunstnere bag "Wake Up, Charlie" har siden midten af halvfemserne samarbejdet om en række værker, der har udfoldet sig som singlemonitor installationer eller egentlige videoproduktioner. Kendetegnende for værkerne er enkle virkemidler og barokke indfald, der kan virke både humoristiske og tankevækkende. "Wake Up, Charlie" er således en ganske ligetil fremstilling af en serie forsøg på at sætte lidt fut i Charlie, en solsort, der har kendt bedre dage.